# Edhem Bičakčić
Edhem Bičakčić (Sarajevo, 17. siječnja 1952.), bosanskohercegovački političar. Diplomirao je na Elektrotehničkom fakultetu u Sarajevu. Predsjednik Vlade Federacije Bosne i Hercegovine od 18. prosinca 1996. do 10. siječnja 2001. Tada je bio član Stranke demokratske akcije. Svojedobno je bio glavni ravnatelj Elektroprivrede BiH, danas je predsjednik Bosanskohercegovačke podrinjske narodne stranke.